# Robin Friesenbichler
Robin Friesenbichler (* 24. Mai 1996 in Weiz) ist ein österreichischer Fußballspieler.

## Karriere
Friesenbichler begann in Weiz, seinem Geburtsort, beim dort ansässigen Sportclub mit dem Fußballspielen und folgte seinem älteren Bruder nach. Später spielte er in der Jugendabteilung des SK Sturm Graz und anschließend – bis 2014 – für die zweite Mannschaft des TSV Hartberg.
Sein Debüt in der Ersten Liga, der zweithöchsten Spielklasse im österreichischen Fußball, gab er am 23. Mai 2014 (36. Spieltag) – ein Tag vor seinem 18. Geburtstag und noch als Angehöriger der zweiten Mannschaft – bei der 0:1-Niederlage im Auswärtsspiel der ersten Mannschaft gegen den First Vienna FC. In der Folgesaison rückte er in die erste Mannschaft auf und kam am zweiten, achten, 17. und 18. Spieltag, sowie einmal in der ersten Runde um den ÖFB-Cup zum Einsatz. Am Saisonende stieg der TSV Hartberg als Tabellenletzter in die drittklassige Regionalliga Mitte ab.
Friesenbichler wechselte daraufhin zur zweiten Mannschaft des SK Sturm Graz, dem Ligakonkurrenten seines Vorgängervereins, für die er 21 Punktspiele bestritt und fünf Tore erzielte. In der Folgesaison wurde er vom Drittligisten SC Weiz verpflichtet, für den er in seiner ersten Spielzeit 22 Punktspiele bestritt und sieben Tore erzielte. In seiner zweiten Saison folgten weitere 22 Meisterschaftseinsätze, in denen er gleich neun Tore beisteuerte. In der Sommerpause verließ er den Verein zum Ligakonkurrenten SV Allerheiligen, bei dem er es abermals auf 22 Ligaeinsätze brachte und dabei sechs Tore erzielte. Des Weiteren kam er in sechs Ligapartien der zweiten Mannschaft mit Spielbetrieb in der siebentklassigen Gebietsliga West zum Einsatz und schoss hierbei acht Tore. Nach nur einer Saison bei Allerheiligen in der Regionalliga wechselte er zwei Spielklassen tiefer zum SV Krottendorf in die Oberliga Süd Ost. Bis der Spielbetrieb aufgrund der COVID-19-Pandemie abgebrochen worden war, hatte es Friesenbichler auf elf Oberligaeinsätze und vier -tore gebracht. Danach wechselte der Angriffsspieler abermals eine Liga tiefer zum SV SW Grambach in die Unterliga Mitte. Bis zum abermaligen Abbruch des Spielbetriebs war er bei sieben Meisterschaftseinsätzen in der Siebentklassigkeit torlos geblieben.
Im Sommer 2021 wechselte er zum UFC Markt Allhau in die Burgenlandliga, bei dem sein Vater seit der Winterpause 2020/21 das Traineramt ausübte. Während sein Vater den Verein mit Jahresende 2021 wieder verließ, beendete Robin Friesenbichler die Saison mit dem Verein und brachte es bei 25 Meisterschaftseinsätzen zu einem Treffer. Im Sommer 2022 schloss er sich dem Fünftligisten SV Pachern an und beendete die Saison mit der Mannschaft mit drei Punkten Rückstand auf den SV Tillmitsch als Vizemeister der Oberliga Mitte-West. Hierzu hatte er einen Treffer bei 22 Meisterschaftsspielen beigetragen und wechselte im Sommer 2023 zum SV Deutschfeistritz in die sechstklassige Unterliga Mitte. Bei den Deutschfeistritzern agierte er als Stammspieler und fand wieder zu mehr Torgefährlichkeit, indem er es bei 24 Ligaspielen zu 16 Toren brachte. Im Endklassement rangierte er mit der Mannschaft jedoch nur auf Rang 12. Danach kehrte er wieder in die Oberliga Mitte-West zurück und heuerte erneut beim SV Pachern an. Anfangs vorwiegend in der zweiten Mannschaft mit Spielbetrieb in der achtklassigen 1. Klasse Mitte A im Einsatz brachte er danach nahezu ausschließlich zu Kurzeinsätzen für das Oberligateam. Als Meister der Saison 2024/25 gelang der Mannschaft am Saisonende der Aufstieg in die steirische Landesliga.

## Sonstiges
Robin ist der jüngere Bruder von Kevin Friesenbichler, der Sohn von Bruno Friesenbichler und der Neffe von Günter Friesenbichler.